# Liste des épouses royales birmanes
Voici une liste des reines consorts des principaux royaumes qui existaient dans l'actuel Birmanie. Ceux qui ont le rang de Nan Mibaya (consort Queens Or King of The Palace Aka Most Supreme Queens Of The Senior rang ou Principal Queens Of Burma), Mibaya Nge (Junior Queens Aka Junior King's consorts), Kolotetaw (Concubines) -sont répertoriés.

## Apprêt

### Classements des conjoints
Avant la période Konbaung (1752–1885), les époux des monarques birmans étaient organisés en trois niveaux généraux : Nan Mibaya (နန်းမိဖုရား, lit. "Reine du palais", reine aînée), Mibaya (Nge) (မိဖုရား (ငယ်), "(Junior) Queen") et Ko-lok-taw (ကိုယ်လုပ်တော်, concubine). À partir de la fin du XVIIIe siècle, les rois Konbaung insèrent les gradins de Hsaungdaw Mibaya (ဆောင်တော် မိဖုရား, lit. "Reine de l'appartement royal") et Shwe-Yay Hsaung Mibaya (ရွှေရေးဆောင် မိဖုရား, lit. "Reine de la chambre dorée") entre les niveaux de reine senior et de reine junior.
Les dames d'honneur comme Apyo-daw (အပျိုတော်, "jeune fille") et Maung-ma (မောင်းမ, "servante") faisaient partie de l'état-major du palais.

#### Reines seniors
Chaque niveau avait d'autres classements en son sein. L'ordre de priorité au sein du niveau le plus élevé était: 
| Rang | Titre                                                                                 | La description                          |
| 1.   | Nanmadaw mibaya khaugggyi ( နန်း မ တော် မိဖုရား ခေါင်ကြီး ) ou nan mibaya à la tangate ( တောင် နန်း မိဖုရား ) | Reine en chef ou reine du palais du sud |
| 2.   | Myauk Nan Mibaya ( မြောက်နန်း မိဖုရား )                                                         | Reine du Palais du Nord                 |
| 3.   | Ale Nan Mibaya ( အလယ်နန်း မိဖုရား )                                                          | Reine du palais central                 |
| 4.   | Anauk Nan Mibaya ( အနောက်နန်း မိဖုရား )                                                        | Reine du palais occidental              |

Hormis quelques rares exceptions, la Reine du Palais du Sud était la principale reine consort officielle. En théorie, seule la reine consort en chef avait le droit d'avoir un parapluie blanc et de s'asseoir avec le roi sur le trône royal.

#### Reines juniors
| Rang | Titre                             | La description                       |
| ---- | --------------------------------- | ------------------------------------ |
| 1    | Taung Hsaungdaw Mibaya (တောင်ဆောင်တော်မိဖုရား) | Reine de l'appartement royal du sud  |
| 2    | Myauk Hsaungdaw Mibaya (မြောက်ဆောင်တော်မိဖုရား) | Reine de l'appartement royal du nord |

| Rang | Titre                            | La description                        |
| ---- | -------------------------------- | ------------------------------------- |
| 1    | Taung Shwe-Yay Mibaya (တောင်ရွှေရေးမိဖုရား)  | Reine de la chambre dorée du sud      |
| 2    | Myauk Shwe-Yay Mibaya (မြောက်ရွှေရေးမိဖုရား)  | Reine de la chambre dorée du nord     |
| 3    | Ale Shwe-Yay Mibaya (အလယ်ရွှေရေးမိဖုရား)   | Reine de la Chambre Dorée Centrale    |
| 4    | Anauk Shwe-Yay Mibaya (အနောက်ရွှေရေးမိဖုရား) | Reine de la chambre dorée occidentale |

| Rang | Titre                  | La description                          |
| ---- | ---------------------- | --------------------------------------- |
| 1    | Myo-za Mibaya (မြို့စား မိဖုရား) | Reine avec apanage au niveau du canton  |
| 2    | Ywa-za Mibaya (ရှာစား မိဖုရား) | Reine avec apanage au niveau du village |

#### Concubines
Les concubines étaient appelées Ko-lok-taw (ကိုယ်လုပ်တော်, lit. "celui qui administre le corps royal") ou Chay-daw-din (ခြေတော်တင်, lit. "celui sur qui les pieds royaux sont placés").
| Rang | Titre                   | La description   |
| ---- | ----------------------- | ---------------- |
| 1    | Ko-lok-taw Gyi (ကိုယ်လုပ်တော်ကြီး) | Concubine senior |
| 2    | Ko-lok-taw (ကိုယ်လုပ်တော်)      | Concubine        |
| 3    | Chay-daw-din (ခြေတော်တင်)     | Concubine        |

### Des noms
Les noms des reines, s'ils sont connus, sont donnés en fonction de leur nom commun le plus connu, qui se trouve souvent être le nom principal utilisé par les chroniques royales. Les noms des reines rapportés par la chronique peuvent être leur nom populaire / communément connu (par exemple, Pwa Saw, Nanmadaw Me Nu ); titre officiel (par exemple, Agga Mahethi, Sanda Dewi ); nom personnel (par exemple, Shin Bo-Me, Yun San ); ou nom générique du bureau ( Hanthawaddy Mibaya, "Reine de Hanthawaddy"; ou Myauk Pyinthe, "Reine du Palais du Nord"). Enfin, les noms des reines sans enregistrement connu sont donnés comme "(Inconnu)".

### Durée du consortium
Les dates «Devenu consort» et «Cessée d'être consort» indiquent la période pendant laquelle une reine donnée jouait le rôle de consort royal - et non la durée du mariage.

## Dynastie païenne

### Premier païen
| Épouse        | Rang    | Est devenu consort | A cessé d'être consort | Conjoint           | Remarques |
| ------------- | ------- | ------------------ | ---------------------- | ------------------ | --------- |
| Taung Pyinthe | Chef    | ?                  | 1001                   | Vu Rahan II        | [ 4 ]     |
| Myauk Pyinthe | Nord    | ?                  | 1001                   | Vu Rahan II        | [ 4 ]     |
| Ale Pinthe    | Centre  | ?                  | 1001                   | Vu Rahan II        | [ 4 ]     |
| Taung Pyinthe | Chef    | 1001               | c. 1014                | Kunhsaw Kyaunghpyu | ,         |
| Myauk Pyinthe | Nord    | 1001               | c. 1014                | Kunhsaw Kyaunghpyu | ,         |
| Myauk Pyinthe | c. 1014 | 1021               |                        | Kunhsaw Kyaunghpyu | ,         |
| Ale Pinthe    | Centre  | 1001               | ?                      | Kunhsaw Kyaunghpyu | ,         |
| (Inconnue)    | Chef    | 1021               | c. 1 avril 1038        | Kyiso              |           |
| (Inconnue)    | Chef    | c. 1 avril 1038    | 11 août 1044           | Sokkaté            | [ 6 ]     |
| Myauk Pyinthe | Nord?   | Août 1044          | 11 août 1044           | Sokkaté            | [ 6 ]     |

### Empire païen
| Consort                     | Rank   | Became consort  | Ceased to be consort | Spouse            | Notes |
| --------------------------- | ------ | --------------- | -------------------- | ----------------- | ----- |
| Agga Mahethi                | Chef   | c. 1048         | c. 1077              | Anawrahta         |       |
| Saw Mon Hla                 | Nord   | c. 1058         | c. 1071              | Anawrahta         |       |
| Manisanda                   | Nord   | c. 1070s        | 11 Avril 1077        | Anawrahta         |       |
| Usaukpan                    | Chef   | 11 Avril 1077   | c. 1077/78           | Saw Lu            |       |
| Manisanda                   | Nord   | 11 Avril 1077   | c. 1077/78           | Saw Lu            |       |
| Manisanda                   | Chef   | c. 1077/78      | c. Avril 1084        | Saw Lu            |       |
| Apeyadana                   | Chef   | 21 Avril 1084   | XIIe siècle          | Kyansittha        |       |
| Manisanda                   | Nord   | 21 Avril 1084   | c. 1112/1113         | Kyansittha        |       |
| Khin Tan                    | Centre | 21 Avril 1084   | c. 1112/1113         | Kyansittha        |       |
| Thanbula                    | Chef   | c. XIIe siècle  | c. 1112/1113         | Kyansittha        |       |
| Yadanabon I                 | Chef   | 1112/13         | c. 1050s             | Sithu I           |       |
| Ti Lawka Sanda Dewi         | Centre | 1112/13         | c. 1050s             | Sithu I           |       |
| Ti Lawka Sanda Dewi         | Chef   | c. 1050s        | 1167                 | Sithu I           |       |
| Yazakumari                  | Ouest  | 1112/13         | ?                    | Sithu I           |       |
| Taung Pyinthe (Sithu I)     | Sud    | 1112/13         | ?                    | Sithu I           |       |
| Taung Pyinthe (Narathu)     | Chef   | 1167            | c. Février 1171      | Narathu           |       |
| Myauk Pyinthe (Narathu)     | Nord   | 1167            | c. Février 1171      | Narathu           |       |
| Min Aung Myat               | Chef   | c. Février 1171 | c. Mai 1174          | Naratheinkha      |       |
| Saw Lat                     | Nord   | c. Février 1171 | c. Mai 1174          | Naratheinkha      |       |
| Saw Ahlwan                  | Centre | c. Février 1171 | c. Mai 1174          | Naratheinkha      |       |
| Weluwaddy                   | Ouest  | c. Avril 1174   | c. Mai 1174          | Naratheinkha      |       |
| Weluwaddy                   | Chef   | c. Mai 1174     | 1186                 | Sithu II          |       |
| Min Aung Myat               | Sud    | c. Mai 1174     | 1185?                | Sithu II          |       |
| Saw Lat                     | Nord   | c. Mai 1174     | 1190s?               | Sithu II          |       |
| Saw Ahlwan                  | Centre | c. Mai 1174     | 1190s?               | Sithu II          |       |
| Taung Pyinthe II (Sithu II) | Chef   | c. 1190s        | 18 Août 1211         | Sithu II          |       |
| Myauk Pyinthe II (Sithu II) | Nord   | c. 1190s        | 18 Août 1211         | Sithu II          |       |
| Wadanthika                  | Centre | c. 1190s        | c. 1190s             | Sithu II          |       |
| Saw Mya Kan                 | Centre | c. 1190s        | 18 Août 1211         | Sithu II          |       |
| Pwadawgyi                   | Chef   | 18 Août 1211    | c. 1231–35           | Htilominlo        |       |
| Myauk Pyinthe (Htilominlo)  | Nord   | 18 Août 1211    | c. 1231–35           | Htilominlo        |       |
| Saw Mi Pyan                 | Centre | 18 Août 1211    | c. 1231–35           | Htilominlo        |       |
| Shin Saw                    | Chef   | c. 1231         | c. 1235              | Naratheinga Uzana |       |
| Saw Min Waing               | Nord   | c. 1231         | c. 1235              | Naratheinga Uzana |       |
| Yaza Dewi                   | Chef   | 19 Juillet 1235 | c. Mai 1251          | Kyaswa            |       |
| Thonlula                    | Chef   | c. Mai 1251     | c. Mai 1256          | Uzana             |       |
| Yadanabon II                | Chef   | 6 Mai 1256      | 1262                 | Narathihapate     |       |
| Pwa Saw                     | Nord   | 6 Mai 1256      | 1262                 | Narathihapate     |       |
| Pwa Saw                     | Chef   | 1262            | 1 Juillet 1287       | Narathihapate     |       |
| Pwa Saw of Thitmahti        | Chef   | 30 Mai 1289     | 17 Décembre 1297     | Kyawswa           |       |
| Saw Soe                     | Nord   | 30 Mai 1289     | 17 Décembre 1297     | Kyawswa           |       |
| Mi Saw U                    | Centre | 30 Mai 1289     | 17 Décembre 1297     | Kyawswa           |       |

## Petits royaumes

### Mon insaing
| Épouse     | Rang | Est devenu consort  | A cessé d'être consort | Conjoint     | Remarques |
| ---------- | ---- | ------------------- | ---------------------- | ------------ | --------- |
| Je t'ai vu | Chef | 17 décembre 1297    | 13 avril 1310          | Athinkhaya   | [ 7 ]     |
| (Inconnue) | Chef | 17 décembre 1297    | c. 1312/13             | Yazathingyan |           |
| Mi t'a vu  | Chef | c. 17 décembre 1297 | 7 février 1313         | Thihathu     | [ 8 ]     |
| Yadanabon  | Nord | c. 1300             | 7 février 1313         | Thihathu     | [ 8 ]     |

### Pinya
| Épouse                 | Rang | Est devenu consort | A cessé d'être consort | Conjoint   | Remarques |
| ---------------------- | ---- | ------------------ | ---------------------- | ---------- | --------- |
| Mi t'a vu              | Chef | 7 février 1313     | c. Février 1325        | Thihathu   | [ 8 ]     |
| Yadanabon              | Nord | 7 février 1313     | c. Février 1325        | Thihathu   | [ 8 ]     |
| Atula Maha Dhamma Dewi | Chef | c. Février 1325    | 1er septembre 1340     | Uzana I    | [ 9 ]     |
| Vu Htut                | Chef | 1er septembre 1340 | 29 mars 1344           | Sithu      | [ 10 ]    |
| Atula Sanda Dewi       | Chef | 29 mars 1344       | 12 décembre 1350       | Kyawswa I  | [ 11 ]    |
| Mway Medaw             | Nord | 29 mars 1344       | 12 décembre 1350       | Kyawswa I  | [ 11 ]    |
| J'ai vu Omma           | Chef | 12 décembre 1350   | 19 mars 1359           | Kyawswa II | [ 12 ]    |
| J'ai vu Omma           | Chef | 19 mars 1359       | Mai 1364               | Narathu    | [ 12 ]    |
| J'ai vu Omma           | Chef | juin 1364          | Septembre 1364         | Ouzana II  | [ 12 ]    |
| Scie Sala              | Nord | juin 1364          | Septembre 1364         | Ouzana II  | [ 13 ]    |

### Sagaing
| Épouse           | Rang | Est devenu consort | A cessé d'être consort | Conjoint     | Remarques |
| ---------------- | ---- | ------------------ | ---------------------- | ------------ | --------- |
| Saw Hnaung       | Chef | 15 mai 1315        | 5 février 1327         | Vu Yun       | [ 14 ]    |
| Saw Hnaung       | Chef | 5 février 1327     | 1335/36                | Tarabya I    |           |
| (Inconnue)       | Chef | 1335/36            | c. août 1339           | Anawrahta I  |           |
| J'ai vu Pa Oh    | Chef | c. août 1339       | c. mars 1349           | Kyaswa       | [ 13 ]    |
| (Inconnue)       | Chef | c. mars 1349       | c. novembre 1349       | Anawrahta II |           |
| (Inconnue)       | Chef | c. novembre 1349   | 23 février 1352        | Tarabya II   |           |
| Soe Min Kodawgyi | Chef | 23 février 1352    | avril 1364             | Thihapate    | [ 13 ]    |

### Ava

#### Maison de Myinsaing
| Consort                        | Rank   | Became consort     | Ceased to be consort | Spouse          | Notes      |
| ------------------------------ | ------ | ------------------ | -------------------- | --------------- | ---------- |
| Saw Omma of Pinya              | Chef   | Septembre 1364     | c. 3 Septembre 1367  | Thado Minbya    |            |
| Khame Mi                       | Chef   | 5 Septembre 1367   | c. 1390s             | Swa Saw Ke      |            |
| Shin Saw Gyi                   | Nord   | 5 Septembre 1367   | c. 1390s             | Swa Saw Ke      |            |
| Shin Saw Gyi                   | Chef   | c. 1390s           | Avril 1400           | Swa Saw Ke      |            |
| Saw Omma of Sagaing            | Centre | 5 Septembre 1367   | c. 1390s             | Swa Saw Ke      |            |
| Saw Omma of Sagaing            | Nord   | c. 1390s           | Avril 1400           | Swa Saw Ke      |            |
| Saw Taw Oo                     | Ouest  | 5 Septembre 1367   | c. 1390s             | Swa Saw Ke      |            |
| Saw Taw Oo                     | Centre | c. 1390s           | Avril 1400           | Swa Saw Ke      |            |
| Min Hla Myat                   | Chef   | Avril 1400         | 25 Novembre 1400     | Tarabya         | [ 15 ]     |
| Shin Saw                       | Chef   | 25 Novembre 1400   | c. Février 1422      | Minkhaung I     | [ note 3 ] |
| Saw Khway                      | Nord   | 25 Novembre 1400   | c. Février 1422      | Minkhaung I     | [ note 3 ] |
| Min Pyan                       | Centre | 25 Novembre 1400   | c. Février 1422      | Minkhaung I     | [ note 3 ] |
| Shin Mi-Nauk                   | Ouest  | 25 Novembre 1400   | Juillet 1408         | Minkhaung I     | [ note 3 ] |
| Shin Bo-Me                     | Ouest  | c. Août 1408       | c. Octobre 1421      | Minkhaung I     | [ note 3 ] |
| Saw Min Hla                    | Chef   | c. Octobre 1421    | Août 1425            | Thihathu        | [ 16 ]     |
| Shin Bo-Me                     | Nord   | c. Octobre 1421    | Août 1425            | Thihathu        | [ 16 ]     |
| Shin Sawbu                     | Centre | c. Janvier 1423    | Août 1425            | Thihathu        | [ 16 ]     |
| Shin Bo-Me                     | Chef   | Août 1425          | Novembre 1425        | Min Hla         | [ 17 ]     |
| Shin Bo-Me                     | Chef   | du 9 Novembre 1425 | 16 Mai 1426          | Min Nyo         | [ 18 ]     |
| Shin Myat Hla                  | Chef   | 16 Mai 1426        | Avril 1439           | Mohnyin Thado   | [ 19 ]     |
| Shin Bo-Me                     | Nord   | 16 Mai 1426        | Avril 1439           | Mohnyin Thado   | [ 19 ]     |
| Shin Sawbu                     | Centre | du 31 Août 1426    | 1429                 | Mohnyin Thado   | [ 20 ]     |
| Min Hla Nyet                   | Chef   | du 26 Avril 1439   | Janvier 1442         | Minye Kyawswa I | [ 21 ]     |
| Atula Thiri Maha Yaza Dewi     | Chef   | du 11 Mars 1442    | 24 Juillet 1468      | Narapati I      | [ 22 ]     |
| Ameitta Thiri Maha Dhamma Dewi | Chef   | 24 Juillet 1468    | c. Août 1480         | Thihathura I    | [ 23 ]     |
| Atula Thiri Dhamma Dewi        | Chef   | c. Août 1480       | 7 Avril 1501         | Minkhaung II    | [ note 4 ] |
| Tanzaung Mibaya (Minkhaung II) | Nord   | c. Août 1480       | 7 Avril 1501         | Minkhaung II    | [ note 4 ] |
| Salin Minthami                 | Chef   | c. 1485/86         | 4 Mars 1501          | Thihathura II   | [ note 5 ] |
| Salin Minthami                 | Chef   | 18 Avril 1501      | 14 Mars 1527         | Narapati II     | [ note 6 ] |
| Salin Minthami Lat             | Nord   | 18 Avril 1501      | c. juin 1501         | Narapati II     | [ note 6 ] |
| Min Taya Hnamadaw              | Nord   | Juillet 1501       | 14 Mars 1527         | Narapati II     | [ note 6 ] |
| Dhamma Dewi                    | Centre | Février 1502       | 14 Mars 1527         | Narapati II     | [ note 6 ] |
| Taungdwin Mibaya               | Ouest  | Février 1502       | 14 Mars 1527         | Narapati II     | [ note 6 ] |

#### Confédération des États Shan
| Épouse          | Rang | Est devenu consort | A cessé d'être consort | Conjoint      | Remarques  |
| --------------- | ---- | ------------------ | ---------------------- | ------------- | ---------- |
| (Inconnue)      | Chef | 14 mars 1527       | c. janvier 1533        | Sao Long I    | [ note 7 ] |
| (Inconnue)      | Chef | c. janvier 1533    | mai 1542               | Sao Hung Hpa  | [ note 7 ] |
| (Inconnue)      | Chef | juin 1542          | c. Septembre 1545      | Sao Hkun Mong | [ note 7 ] |
| (Inconnue)      | Chef | c. Septembre 1545  | c. octobre 1551        | Narapati III  | [ note 7 ] |
| Narapati Mibaya | Chef | c. octobre 1551    | 22 janvier 1555        | Narapati IV   | [ 24 ]     |

### Promé
| Épouse           | Rang | Est devenu consort | A cessé d'être consort | Conjoint     | Remarques |
| ---------------- | ---- | ------------------ | ---------------------- | ------------ | --------- |
| Vu Myat Lay      | Chef | 1482               | ?                      | Thado Minsaw | [ 25 ]    |
| Shwe Zin Gon     | Chef | Février 1527       | c. Décembre 1532       | Bayin Htwe   | [ 26 ]    |
| Chit Mi          | Nord | Février 1527       | c. Décembre 1532       | Bayin Htwe   | [ 26 ]    |
| Thiri Hpone Htut | Chef | c. décembre 1532   | c. février 1539        | Narapati     | [ 27 ]    |
| Thiri Hpone Htut | Chef | c. février 1539    | 19 mai 1542            | Minkhaung    | [ 28 ]    |

### Ramanya
| Consort              | Rank              | Became consort       | Ceased to be consort | Spouse            | Notes |
| -------------------- | ----------------- | -------------------- | -------------------- | ----------------- | ----- |
| Mai Hnin Thwe-Da     | Chef              | 30 Janvier 1287      | c. 14 Janvier 1307   | Wareru            |       |
| Shin Saw Hla         | Nord?             | c. 1293              | c. 14 Janvier 1307   | Wareru            |       |
| (Inconnue)           | Chef              | du 28 Janvier 1307   | Mars 1311            | Hkun Law          |       |
| Mai Hnin Htapi       | Chef              | 10 Avril 1311        | Septembre 1323       | Saw O             |       |
| Sanda Min Hla I      | Chef              | du 28 Septembre 1323 | Avril 1330           | Saw Zein          |       |
| Mai Hnin Htapi       | Nord              | du 28 Septembre 1323 | Avril 1330           | Saw Zein          |       |
| (Inconnue)           | Chef              | Avril 1330           | Avril 1330           | Zein Pun          |       |
| Sanda Min Hla I      | Chef              | Avril 1330           | Mai 1330             | Saw E             |       |
| Sanda Min Hla I      | Chef              | Mai 1330             | 1348                 | Binnya E Law      |       |
| Tala Shin Saw Bok    | Nord              | Mai 1330             | 1348                 | Binnya E Law      |       |
| Sanda Min Hla II     | Chef              | 1348                 | c. 1365              | Binnya U          |       |
| Hnin An Daung        | Nord              | 1348                 | c. 1365              | Binnya U          |       |
| Hnin An Daung        | Chef              | c. 1365              | 2 Janvier 1384       | Binnya U          |       |
| Sanda Dewi           | Centre            | 1348                 | c. 1365              | Binnya U          |       |
| Sanda Dewi           | Nord              | c. 1365              | 2 Janvier 1384       | Binnya U          |       |
| Thiri Yaza Dewi      | Ouest             | 1348                 | c. 1365              | Binnya U          |       |
| Thiri Yaza Dewi      | Centre            | c. 1365              | 2 Janvier 1384       | Binnya U          |       |
| Thiri Maia Dewi I    | Ouest             | c. 1365              | c. 28 Janvier 1368   | Binnya U          |       |
| Piya Yaza Dewi       | Chef              | 5 Janvier 1384       | c. Avril 1392        | Razadarit         |       |
| Tala Mi Daw          | Nord              | 5 Janvier 1384       | c. Mars 1390         | Razadarit         |       |
| Yaza Dewi            | Chef              | c. Avril 1392        | c. 1421              | Razadarit         |       |
| Lawka Dewi           | Nord              | c. Avril 1392        | c. 1421              | Razadarit         |       |
| Thiri Maia Dewi II   | Centre            | c. Avril 1392        | c. 1421              | Razadarit         |       |
| Mi Ta-Lat            | Principal (Chef?) | 1421                 | 1424                 | Binnya Dhammaraza |       |
| Yaza Dewi            | Chef              | c. 1424              | c. 1446?             | Binnya Ran I      |       |
| Soe Min Wimala Dewi  | Principal         | 1431                 | 1446                 | Binnya Ran I      |       |
| Ye Mibaya            | Chef              | 1446                 | 30 Mai 1451          | Binnya Waru       |       |
| (Inconnue)           | Chef              | 30 Mai 1451          | juin 1453            | Binnya Kyan       |       |
| (Inconnue)           | Chef              | juin 1453            | c. Janvier 1451      | Leik Munhtaw      |       |
| None                 | N/A               | c. Janvier 1451      | 1471                 | Shin Sawbu        |       |
| Yaza Dewi II         | Chef              | 1471                 | 1492                 | Dhammazedi        |       |
| Wihara Dewi          | Chef              | 1471                 | 1492                 | Dhammazedi        |       |
| Agga Thiri Maia Dewi | Chef              | 1492?                | 1526?                | Binnya Ran II     |       |
| Maha Yaza Dewi       | Nord              | 1492?                | 1526?                | Binnya Ran II     |       |
| Atula Dewi           | Principal         | 1492?                | 1526?                | Binnya Ran II     |       |
| Yaza Dewi III        | Principal         | 1492?                | 1526?                | Binnya Ran II     |       |
| (Inconnue)           | Chef              | 1526                 | 1539                 | Taka Yut Pi       |       |
| Minkhaung Medaw      | Nord?             | de 1535              | 1539                 | Taka Yut Pi       |       |
| (Inconnue)           | Chef              | juin 1550            | Août 1550            | Smim Sawhtut      |       |
| (Inconnue)           | Chef              | Août 1550            | 12 Mars 1552         | Smim Htaw         |       |

### Arakan

#### Maison de Launggyet
| Consort          | Rank    | Became consort   | Ceased to be consort | Spouse            | Notes |
| ---------------- | ------- | ---------------- | -------------------- | ----------------- | ----- |
| Saw Sit          | Chef    | Mai 1429         | 9 Mai 1433           | Saw Mon           |       |
| Saw Paba         | Chef    | 9 Mai 1433       | c. Janvier 1459      | Khayi             |       |
| Saw Pyinsa       | Nord    | 9 Mai 1433       | c. Janvier 1459      | Khayi             |       |
| Saw Yin Mi       | Centre  | 1437             | c. Janvier 1459      | Khayi             |       |
| Saw Nandi        | Chef    | c. Janvier 1459  | 5 Août 1482          | Saw Phyu          |       |
| Saw Htin         | Nord    | c. Janvier 1459  | 5 Août 1482          | Saw Phyu          |       |
| Thu Rakhaing     | Chef    | 5 Août 1482      | c. Février 1492      | Dawlya            |       |
| Shwe Einthe      | Nord    | 5 Août 1482      | c. Février 1492      | Dawlya            |       |
| Saw Htwe Me      | Chef    | c. Février 1492  | c. Janvier 1494      | Saw Nyo           |       |
| Saw Nandi        | Nord    | c. Février 1492  | c. Janvier 1494      | Saw Nyo           |       |
| Min Gahna        | Centre  | c. Février 1492  | c. Janvier 1494      | Saw Nyo           |       |
| Saw Shin Saw     | Chef    | c. Janvier 1494  | c. Juillet 1494      | Ran Aung          |       |
| Saw Mi Saw       | Chef    | c. Juillet 1494  | Février 1502         | Salingathu        |       |
| Saw Thuba        | Chef    | Février 1502     | c. Novembre 1513     | Raza I            |       |
| Shin Pwa         | Nord    | Février 1502     | c. Novembre 1513     | Raza I            |       |
| Shin Pyo         | Centre  | Février 1502     | c. Novembre 1513     | Raza I            |       |
| Saw Thuza        | Chef    | c. Novembre 1513 | Janvier 1515         | Gazapati          |       |
| Taung Nan Mibaya | Chef    | Janvier 1515     | Juillet 1515         | Saw O             |       |
| Saw Nanzet       | Chef    | Juillet 1515     | c. Avril 1421        | Thazata           |       |
| Saw Nanzet       | Chef    | c. Avril 1421    | 27 Mai 1531          | Minkhaung         |       |
| Saw Min Hla      | Chef    | 27 Mai 1531      | 11 Janvier 1554      | Min Bin           |       |
| Saw Kauk Ma I    | Nord    | 27 Mai 1531      | 11 Janvier 1554      | Min Bin           |       |
| Minkhaung Medaw  | Centre? | de 1540          | 11 Janvier 1554      | Min Bin           |       |
| Saw Thanda       | Chef    | 11 Janvier 1554  | 6 Mars 1556          | Dikkha            |       |
| Saw Mi Lat       | Nord    | 11 Janvier 1554  | 6 Mars 1556          | Dikkha            |       |
| Saw Kauk Ma II   | Centre  | 11 Janvier 1554  | 6 Mars 1556          | Dikkha            |       |
| Saw Hpone Htut   | Chef    | 6 Mars 1556      | 24 Juillet 1564      | Saw Hla           |       |
| Saw Thanda       | Nord    | 6 Mars 1556      | 24 Juillet 1564      | Saw Hla           |       |
| Dhamma Dewi I    | Chef    | 24 Juillet 1564  | 1565–68              | Sekkya            |       |
| Saw Thanda       | Nord    | 24 Juillet 1564  | 1565–68              | Sekkya            |       |
| Saw Thanda       | Chef    | 1565–68          | 7 Février 1572       | Sekkya            |       |
| Saw Mi Taw       | Chef    | 7 Février 1572   | 4 Juillet 1593       | Phalaung          |       |
| Saw Thanda       | Sud     | 7 Février 1572   | 4 Juillet 1593       | Phalaung          |       |
| Shin Lat I       | Centre  | 7 Février 1572   | 4 Juillet 1593       | Phalaung          |       |
| Saw U            | Nord    | 7 Février 1572   | 4 Juillet 1593       | Phalaung          |       |
| Wizala Dewi      | Chef    | 4 Juillet 1593   | 4 Juillet 1612       | Raza II           |       |
| Pyinsala Sanda   | Nord    | 4 Juillet 1593   | ?                    | Raza II           |       |
| Thupaba Dewi     | Centre  | 4 Juillet 1593   | ?                    | Raza II           |       |
| Zalaka Dewi      | Ouest   | 4 Juillet 1593   | ?                    | Raza II           |       |
| Khin Ma Hnaung   | Nord?   | 19 Décembre 1599 | 4 Juillet 1612?      | Raza II           |       |
| Saw Phyu         | Centre? | c. XVIIe siècle  | 4 Juillet 1612?      | Raza II           |       |
| Dhamma Dewi II   | Chef    | 4 Juillet 1612   | 14 Mai 1622          | Khamaung          |       |
| Shin Htwe        | Nord    | 4 Juillet 1612   | 14 Mai 1622          | Khamaung          |       |
| Thupaba Dewi     | Centre  | 4 Juillet 1612   | 14 Mai 1622          | Khamaung          |       |
| Natshin Me       | Chef    | 14 Mai 1622      | 29 Mai 1638          | Thiri Thudhamma I |       |
| Hmauk Taw Ma I   | Nord    | 14 Mai 1622      | 29 Mai 1638          | Thiri Thudhamma I |       |
| Win Lon          | Centre  | 1630s?           | 29 Mai 1638          | Thiri Thudhamma I |       |
| Win Lon          | Chef    | 29 Mai 1638      | 17 juin 1638         | Sanay             |       |

#### Feu Mrauk-U
| Consort            | Rank   | Became consort   | Ceased to be consort | Spouse             | Notes      |
| ------------------ | ------ | ---------------- | -------------------- | ------------------ | ---------- |
| Natshin Me         | Chef   | 17 juin 1638     | 13 Décembre 1645     | Narapati           |            |
| Yadana I           | Chef   | 13 Décembre 1645 | Mai 1652             | Thado              |            |
| Shin Lat II        | Sud    | 13 Décembre 1645 | Mai 1652             | Thado              |            |
| Saw Bo-Me          | Nord   | 13 Décembre 1645 | Mai 1652             | Thado              |            |
| Saw Phyu           | Ouest  | 13 Décembre 1645 | Mai 1652             | Thado              |            |
| Yadana II          | Chef   | Mai 1652         | 11 juin 1674         | Sanda Thudhamma    | [ 29 ]     |
| Thuwana Kalaya     | Chef   | 11 juin 1674     | 16 Avril 1685        | Thiri Thudhamma II | [ 30 ]     |
| Thukomma           | Chef   | 16 Avril 1685    | 20 juin 1692         | Wara Dhamma        | [ note 8 ] |
| Thubara            | Chef   | 20 juin 1692     | 7 Novembre 1693      | Mani Thudhamma     | [ note 9 ] |
| Thukomma           | Chef   | 7 Novembre 1693  | 3 Février 1694       | Wara Dhamma        | [ note 9 ] |
| Thubara            | Chef   | 20 Décembre 1694 | 17 Février 1695      | Sanda Thuriya I    | [ note 9 ] |
| Thukomma           | Chef   | 17 Février 1695  | 11 Avril 1696        | Wara Dhamma        | [ note 9 ] |
| Thubara            | Chef   | 11 Avril 1696    | 4 Août 1696          | Sanda Thuriya I    | [ note 9 ] |
| Thukhuma           | Chef   | 4 Août 1696      | 18 Août 1696         | Nawrahta           | [ 31 ]     |
| Eindama            | Chef   | 18 Août 1696     | 13 Mai 1697          | Marompiya          | [ 31 ]     |
| Pwa Me             | Chef   | 13 Mai 1697      | 5 juin 1698          | Kalamandat         | [ 32 ]     |
| Nan Htet Mibaya I  | Chef   | 5 juin 1698      | 17 juin 1700         | Naradipati I       | [ 32 ]     |
| Pwa Saw            | Chef   | 17 juin 1700     | 30 Mars 1707         | Sanda Wimala I     | [ 32 ]     |
| Pwa Thway          | Chef   | 3 Avril 1707     | Août 1710            | Sanda Thuriya II   | [ 33 ]     |
| Shwe Ku            | Chef   | Août 1710        | Octobre 1719         | Sanda Wizaya I     | [ 34 ]     |
| (Inconnue)         | Chef   | Octobre 1719     | Avril 1731           | Sanda Wizaya I     | [ 34 ]     |
| Hmauk Taw Ma II    | Chef   | Avril 1731       | 1734                 | Sanda Thuriya III  | [ 35 ]     |
| Nan Htet Mibaya II | Chef   | 1734             | 1735                 | Naradipati II      | [ 36 ]     |
| Nan Htet Mibaya II | Chef   | 1735             | Août 1737            | Narapawara         | [ 36 ]     |
| Nan Htet Mibaya II | Chef   | Août 1737        | 25 Mars 1738         | Sanda Wizaya II    | [ 36 ]     |
| Shwe Yi            | Chef   | 28 Mars 1738     | 6 Février 1743       | Madarit            | [ 37 ]     |
| Saw Thanda II      | Chef   | 6 Février 1743   | 28 Octobre 1761      | Nara Apaya         | [ 37 ]     |
| Tanzaung Mibaya    | Chef   | 28 Octobre 1761  | 3 Février 1762       | Thirithu           | [ 38 ]     |
| Aung Kyawt San     | Chef   | 3 Février 1762   | 1 Mai 1764           | Sanda Parama       | [ 38 ]     |
| Saw Shwe Kya       | Chef   | 1 Mai 1764       | 17 Janvier 1774      | Apaya              | [ 39 ]     |
| Pan Thuza          | Chef   | 17 Janvier 1774  | 22 Avril 1777        | Sanda Thumana      | [ 40 ]     |
| Ma Me Gyi          | Nord   | 27 Août 1775     | 22 Avril 1777        | Sanda Thumana      | [ 40 ]     |
| Da Phyu            | Chef   | 23 Avril 1777    | 2 juin 1777          | Sanda Wimala II    | [ 41 ]     |
| Sein Khaing        | Centre | ?                | 2 juin 1777          | Sanda Wimala II    | [ 41 ]     |
| Sein Khaing        | Chef   | 2 juin 1777      | juin 1778            | Sanda Thaditha     | [ 42 ]     |
| Aung Me            | Sud    | 2 juin 1777      | 3 Novembre 1782      | Sanda Thaditha     | [ 42 ]     |
| Chi Me             | Chef   | 11 juin 1778     | 3 Novembre 1782      | Sanda Thaditha     | [ 42 ]     |
| Saw Me Pon         | Chef   | 4 Novembre 1782  | 2 Janvier 1785       | Maha Thammada      | [ 43 ]     |

## Dynastie Toungoo

### Maison de Toungoo
| Épouse                | Rang    | Est devenu consort | A cessé d'être consort | Conjoint     | Remarques   |
| --------------------- | ------- | ------------------ | ---------------------- | ------------ | ----------- |
| Soe Min Hteik-Tin     | Chef    | 16 octobre 1510    | 24 novembre 1530 ?     | Mingyi Nyo   | [ 44 ]      |
| Thiri Maha Sanda Dewi | Nord    | 16 octobre 1510    | 24 novembre 1530 ?     | Mingyi Nyo   | [ 44 ]      |
| Yadana Dewi           | Centre  | 16 octobre 1510    | 24 novembre 1530 ?     | Mingyi Nyo   | [ 44 ]      |
| Maha Dewi             | Ouest   | 16 octobre 1510    | 24 novembre 1530 ?     | Mingyi Nyo   | [ 44 ]      |
| Dhamma Dewi           | Chef    | 24 novembre 1530   | 30 avril 1550          | Tabinshwehti | [ note 10 ] |
| Khin Myât             | Nord    | 24 novembre 1530   | 30 avril 1550          | Tabinshwehti | [ note 10 ] |
| Khay Ma Naw           | Co-chef | c. Mai 1545        | 30 avril 1550          | Tabinshwehti | [ note 10 ] |
| Atula Thiri           | Chef    | 30 avril 1550      | 15 juin 1568           | Bayinnaung   | [ 45 ]      |
| Sanda Dewi            | Nord    | avril 1553         | 15 juin 1568           | Bayinnaung   | [ 45 ]      |
| Sanda Dewi            | Chef    | 15 juin 1568       | 10 octobre 1581        | Bayinnaung   | [ 45 ]      |
| Yaza Dewi             | Centre  | 17 mars 1563       | 13 septembre 1564      | Bayinnaung   | [ 45 ]      |
| Hanthawaddy Mibaya    | Chef    | 10 octobre 1581    | 19 décembre 1599       | Nanda        | [ note 11 ] |
| Min Phyu              | Sud     | c. 5 mai 1583      | 4 mai 1596             | Nanda        | [ note 11 ] |
| Thiri Yaza Dewi       | Nord    | c. 5 mai 1583      | 19 décembre 1599       | Nanda        | [ note 11 ] |
| Min Htwe              | Centre  | c. 5 mai 1583      | 19 décembre 1599       | Nanda        | [ note 11 ] |
| Min Taya Medaw        | Ouest   | c. 1583            | 19 décembre 1599       | Nanda        | [ note 11 ] |

### Maison de Nyaungyan
| Épouse                  | Rang   | Est devenu consort | A cessé d'être consort | Conjoint                | Remarques   |
| ----------------------- | ------ | ------------------ | ---------------------- | ----------------------- | ----------- |
| Khin Hpone Myint        | Chef   | 19 décembre 1599   | 5 novembre 1605        | Nyaungyan               | [ 45 ]      |
| Atula Sanda Dewi I      | Chef   | 8 février 1609     | 9 juillet 1628         | Anaukpetlun             | [ 46 ]      |
| Patte Khin Hnin         | Chef   | 9 juillet 1628     | 19 août 1629           | Minye Deibba            | [ note 12 ] |
| Khin Myo Sit            | Chef   | 19 août 1629       | 27 août 1648           | Thalun                  | [ 47 ]      |
| Atula Sanda Dewi II     | Chef   | 27 août 1648       | 3 juin 1661            | Pindale                 | [ 48 ]      |
| Min Phyu                | Chef   | 3 juin 1661        | 14 avril 1672          | Pie                     | [ 49 ]      |
| Aucun                   | N / A  | 14 avril 1672      | 27 février 1673        | Narawara                | [ note 13 ] |
| Atula Thiri Maha Dewi   | Chef   | 27 février 1673    | 4 mai 1698             | Minye Kyawhtin          | [ 50 ]      |
| Sanda Dewi              | Nord   | 27 février 1673    | 4 mai 1698             | Minye Kyawhtin          | [ 50 ]      |
| Yaza Dewi               | Centre | 27 février 1673    | 4 mai 1698             | Minye Kyawhtin          | [ 50 ]      |
| Maha Dewi               | Chef   | 4 mai 1698         | 22 août 1714           | Sanay                   | [ 51 ]      |
| Thiri Dewi              | Nord   | 4 mai 1698         | 22 août 1714           | Sanay                   | [ 51 ]      |
| Nanda Dewi              | Centre | 4 mai 1698         | 22 août 1714           | Sanay                   | [ 51 ]      |
| Thiri Maha Mingala Dewi | Chef   | 22 août 1714       | 14 novembre 1733       | Taninganway             | [ 52 ]      |
| Thiri Sanda Dewi        | Nord   | 22 août 1714       | 14 novembre 1733       | Taninganway             | [ 52 ]      |
| Thiri Dhamma Dewi       | Centre | 22 août 1714       | 14 novembre 1733       | Taninganway             | [ 52 ]      |
| Maha Nanda Dipadi Dewi  | Chef   | 14 novembre 1733   | 22 mars 1752           | Maha Dhamma Yaza Dipadi | [ 53 ]      |
| Maha Yaza Dipadi Dewi   | Nord   | 14 novembre 1733   | 22 mars 1752           | Maha Dhamma Yaza Dipadi | [ 53 ]      |
| Maha Dipadi Dewi        | Centre | 14 novembre 1733   | 22 mars 1752           | Maha Dhamma Yaza Dipadi | [ 53 ]      |

## Hanthawaddy restauré
| Épouse                  | Rang | Est devenu consort | A cessé d'être consort | Conjoint    | Remarques   |
| ----------------------- | ---- | ------------------ | ---------------------- | ----------- | ----------- |
| Thiri Seitta            | Chef | c. janvier 1741    | janvier 1747           | Smim Htaw   |             |
| Hanthawaddy Mibaya II   | Chef | janvier 1747       | 6 mai 1757             | Binnya Dala | [ note 14 ] |
| Thiri Zeya Mingala Dewi | Nord | 22 mars 1752       | 29 décembre 1756       | Binnya Dala | [ note 14 ] |

## Dynastie Konbaung
| Consort                                        | Rank   | Became consort   | Ceased to be consort | Spouse      | Notes             |
| ---------------------------------------------- | ------ | ---------------- | -------------------- | ----------- | ----------------- |
| Yun San                                        | Chef   | 29 Février 1752  | 11 Mai 1760          | Alaungpaya  |                   |
| Maha Mingala Yadana Dewi                       | Chef   | 11 Mai 1760      | 28 Novembre 1763     | Naungdawgyi |                   |
| Mingala Dewi                                   | Nord   | 11 Mai 1760      | 28 Novembre 1763     | Naungdawgyi |                   |
| Thiri Atula Maha Yadana Padomma Dewi           | Chef   | 28 Novembre 1763 | 10 juin 1776         | Hsinbyushin |                   |
| Thiri Thuriya Nanda Maha Mingala Dewi          | Nord   | 28 Novembre 1763 | 10 juin 1776         | Hsinbyushin |                   |
| Maha Mingala Sanda Dewi I                      | Centre | 28 Novembre 1763 | 10 juin 1776         | Hsinbyushin |                   |
| Maha Yadana Sanda Dewi                         | Chef   | 10 juin 1776     | 5 Février 1782       | Singu       |                   |
| Thiri Maha Mingala Dewi I                      | Nord   | 10 juin 1776     | c. 20 Mai 1777       | Singu       |                   |
| Thiri Maha Nanda Dewi                          | Centre | 10 juin 1776     | c. 20 Mai 1777       | Singu       |                   |
| Thiri Maha Nanda Dewi                          | Nord   | c. 20 Mai 1777   | 5 Février 1782       | Singu       |                   |
| Maha Mingala Sanda Dewi II                     | Centre | c. 20 Mai 1777   | 5 Février 1782       | Singu       |                   |
| Thiri Sanda Mahay                              | Ouest  | c. 20 Mai 1777   | 5 Février 1782       | Singu       |                   |
| Shin Paik Thaung                               | Chef   | 5 Février 1782   | 11 Février 1782      | Phaungka    | [réf. nécessaire] |
| Thiri Nanda Dewi                               | Nord   | 5 Février 1782   | 11 Février 1782      | Phaungka    | [réf. nécessaire] |
| Mingala Yadana Dewi                            | Chef   | 11 Février 1782  | 24 Février 1807      | Bodawpaya   |                   |
| Thiri Maha Sandabi Yadana Dewi I               | Nord   | 11 Février 1782  | 4 Janvier 1807       | Bodawpaya   |                   |
| Thiri Maha Nandabi Yadana Dewi I               | Centre | 11 Février 1782  | 3 Septembre 1789     | Bodawpaya   |                   |
| Thiri Maha Mingala Dewi II                     | Centre | 3 Septembre 1789 | 5 juin 1819          | Bodawpaya   |                   |
| Thiri Maha Yadana Dewi I                       | Nord   | 4 Janvier 1807   | 10 Juillet 1812      | Bodawpaya   |                   |
| Nanmadaw Me Nu                                 | Chef   | 5 juin 1819      | 15 Avril 1837        | Bagyidaw    |                   |
| Thiri Kalaya Sanda Dewi                        | Nord   | 3 Novembre 1819  | 23 Février 1824      | Bagyidaw    |                   |
| Thiri Paba Malla Dewi                          | Centre | 3 Novembre 1819  | 15 Avril 1837        | Bagyidaw    |                   |
| Thiri Maha Mingala Dewi III                    | Nord   | 23 Février 1824  | 15 Avril 1837        | Bagyidaw    |                   |
| Thiri Maha Sanda Dewi                          | Ouest  | 3 Novembre 1819  | 15 Avril 1837        | Bagyidaw    |                   |
| Thiri Pawara Ti Lawka Maha Yadana Padomma Dewi | Chef   | 15 Avril 1837    | 17 Novembre 1846     | Tharrawaddy |                   |
| Thiri Maha Nandabi Yadana Dewi II              | Nord   | 15 Avril 1837    | 17 Novembre 1846     | Tharrawaddy |                   |
| Thiri Maha Sandabi Yadana Dewi II              | Centre | 15 Avril 1837    | 17 Novembre 1846     | Tharrawaddy |                   |
| Thiri Thu Yadana Dewi II                       | Ouest  | 15 Avril 1837    | c. 16 Octobre 1845   | Tharrawaddy |                   |
| Thiri Ti Lawka Maha Yadana Dewi                | Chef   | 17 Novembre 1846 | 18 Février 1853      | Pagan       |                   |
| Thiri Maha Yadana Dewi II                      | Nord   | 17 Novembre 1846 | 18 Février 1853      | Pagan       |                   |
| Thiri Ti Lawka Atula Yadana Dewi               | Centre | 17 Novembre 1846 | 18 Février 1853      | Pagan       |                   |
| Thiri Thu Yadana Mingala Dewi                  | Centre | 17 Novembre 1846 | 18 Février 1853      | Pagan       |                   |
| Thiri Pawara Maha Yazeinda Yadana Dewi         | Chef   | 26 Mars 1853     | 12 Novembre 1876     | Mindon      |                   |
| Thiri Maha Yadana Mingala Dewi                 | Nord   | 26 Mars 1853     | 3 Mai 1872           | Mindon      |                   |
| Maha Yazeinda Dipadi Padomma Yadana Dewi       | Centre | 26 Mars 1853     | 1 Octobre 1878       | Mindon      |                   |
| Thiri Maha Thu Sanda Dewi                      | Ouest  | 26 Mars 1853     | 26 Juillet 1855      | Mindon      |                   |
| Thiri Maha Yadana Dewi                         | Ouest  | 26 Juillet 1855  | 1 Octobre 1878       | Mindon      |                   |
| Supayagyi                                      | Chef   | 30 Octobre 1878  | 12 Avril 1879        | Thibaw      |                   |
| Supayalat                                      | Nord   | 18 Novembre 1878 | 12 Avril 1879        | Thibaw      |                   |
| Supayalat                                      | Chef   | 12 Avril 1879    | 29 Novembre 1885     | Thibaw      |                   |

## Remarques
1. ↑  (Than Tun 1964: 129): The Pagan period (849–1297) term for Nan Mibaya was Pyinthe (ပြင်သည်), and the term Usaukpan (ဦးဆောက်ပန်း) also meant the chief queen. (Harvey 1925: 327): Usaukpan was an Old Burmese direct translation of Pali Vatamsaka, an artificial flower of silver or gold used as a hair ornament.
2. ↑  In Burma Proper, it was extremely rare for a queen of the Southern Palace to not also be the chief queen. According to the rankings reported in the chronicles, Sithu II (Hmannan Vol. 1 2003: 287) and Nanda (Hmannan Vol. 3 2003: 107) had South Queens who were not their chief queen. In the Mrauk-U Kingdom on the west coast, three kings—Min Khamaung (RRT Vol. 2 1999: 87, 89), Thado (RRT Vol. 2 1999: 115), Sanda Thaditha (RRT Vol. 2 1999: 147, 149)—had South Queens who were not their chief queen.
3. ↑  (Than Tun 1959: 125–126): An inscription dated 28 February 1409 by Queen Saw says she was a granddaughter of King Swa Saw Ke by Shin Saw Gyi. Per (Hmannan Vol. 1 2003: 440), Shin Saw (known as Hsinbyushin), Saw Khway and Min Pyan were sisters.
4. ↑  (Hmannan Vol. 2 2003: 111): Yazawin Thit gives Mi Pongyi of Prome as the third senior queen but Hmannan rejects it.
5. ↑  Salin Minthami became co-chief queen in c. 1485/86 per (Hmannan Vol. 2 2003: 111), and chief queen in 1501 per (Hmannan Vol. 2 2003: 120).
6. ↑  (Hmannan Vol. 2 2003: 120): Min Taya Hnamadaw of Yamethin became queen soon after her father Minye Kyawswa's death in Waso 863 ME (15 June 1501 to 14 July 1501). (Hmannan Vol. 2 2003: 121): Dhamma Dewi of Pakhan and Taungdwin Mibaya became queens in Tabaung 863 ME (6 February 1502 to 7 March 1502). See (Hmannan Vol. 2 2003: 136–137) for the complete list of senior queens and issue.
7. ↑  The main royal chronicles do not have any record of the chief queens of Ava between 1527 and 1551. The title of the chief queen of Shan states was Maha Dewi, certainly by the Toungoo period.
8. ↑  (RRT Vol. 2 1999: 118): Several people, including queens, concubines and their attendants, died during a major fire at the palace on 16 February 1686. Presumably, Thukomma survived the fire since the chronicle reports no other chief queen of Wara.
9. ↑  (RRT Vol. 2 1999: 119–120): The Palace Guards installed and removed their puppet kings Wara Dhamma, Mani Thudhamma and Sanda Thuriya I, as they pleased.
10. ↑  (Sein Lwin Lay 2006: 127, footnote 2): According to Sein Lwin Lay, Tabinshwehti may not have had a chief queen in the formal sense that he never formally had a formal coronation ceremony with any of his queens; and Khay Ma Naw, whom the king married at the 1545 coronation, nonetheless was not mentioned as his chief queen either.
11. ↑  This is a rare instance where the South Queen was not the chief queen. The two standard chronicles Maha Yazawin (Maha Yazawin Vol. 3 2006: 103) and Hmannan Yazawin (Hmannan Vol. 3 2003: 107) both say that Min Phyu, Min Htwe and Min Pu were South, Center and North Queens, respectively, while Hanthawaddy was the chief queen. Yazawin Thit (Yazawin Thit Vol. 2 2012: 239) omits the ranks of Min Phyu and Min Htwe, and confirms only that Thiri Yaza Dewi was the North Queen. All chronicles list Min Taya Medaw as the fifth senior queen but do not say when she became a senior queen. She certainly should have become a senior queen after the death of Min Phyu in 1596.
12. ↑  Chronicles, which regard Minye Deibba as a usurper, do not list any of his "queens". Per (Hmannan Vol. 3: 189), Khin Hnin Paw was his lover. Presumably, she was his "queen" during his short reign.
13. ↑  (Hmannan Vol. 3 2003: 289): Narawara had no queens or concubines whatsoever.
14. ↑  Chronicles (Konbaung Set Vol. 1 simply call Binnya Dala's chief queen Hanthawaddy Shin Mibaya (lit. Queen of Hanthawaddy). Her title or personal name is not known. (Konbaung Set Vol. 1 2004: 187): Thiri Zeya Mingala Dewi, Princess of Manipur, became Binnya Dala's queen after the fall of Ava (Inwa) on 22 March 1752. She came along with Gen. Dalaban who submitted to Alaungpaya on 9th waxing of Pyatho 1118 ME (29 December 1756). She later became a concubine of Alaungpaya per (Konbaung Set Vol. 1 2004: 197).